# NGC 2995
NGC 2995 is een groep sterren in het sterrenbeeld Zeilen. Het hemelobject werd op 5 april 1837 ontdekt door de britse astronoom John Herschel.